# Podaż pieniądza

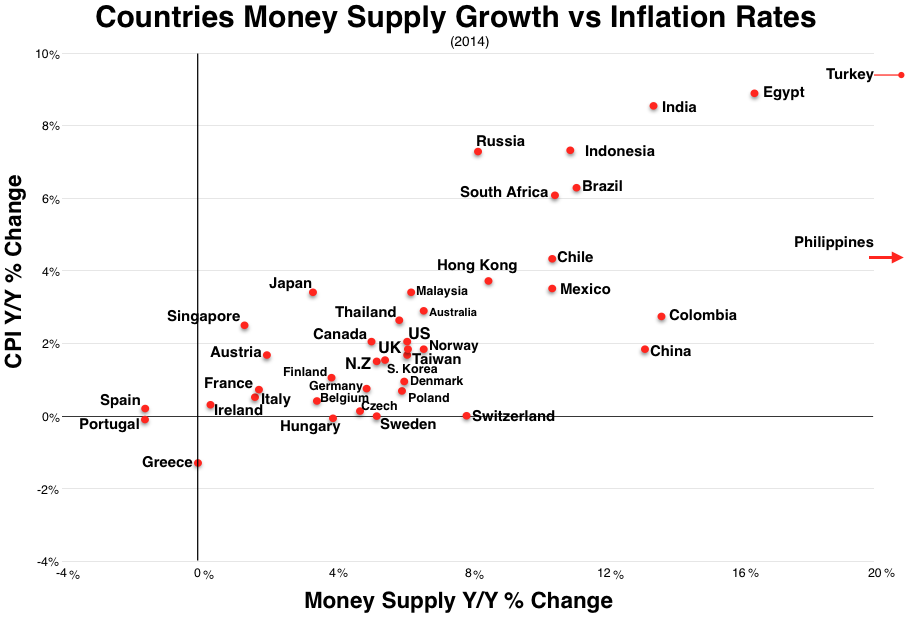
Współzależność między wzrostem podaży pieniądza (oś X), a wzrostem inflacji (oś Y) w 2014

Podaż pieniądza – ilość pieniądza w obiegu. Pojęcie obejmuje gotówkę, wkłady oszczędnościowe, wkłady terminowe oraz wysoce płynne aktywa finansowe.

## Opis
Z  podażą pieniądza ściśle związany jest termin agregatów pieniężnych, określających różne rodzaje podaży pieniądza w zależności od stopnia ich płynności. 
Kontrola podaży pieniądza jest jednym z elementów polityki pieniężnej prowadzonej przez banki centralne. Zwiększanie ilości środka płatniczego przez bank centralny w gospodarce określane jest ekspansywną polityką pieniężną, a zmniejszanie – restrykcyjną. Podaż pieniądza regulowana jest m.in. poprzez określanie poziomu podstawowych stóp procentowych, stopy rezerwy obowiązkowej oraz operacje otwartego rynku (handel papierami wartościowymi prowadzony pomiędzy bankiem centralnym a bankami komercyjnymi oraz innymi przedsiębiorcami).
Ekonomiści związani z monetaryzmem wskazywali związki inflacji z podażą pieniądza.
Metody wpływania na podaż pieniądza przez bank centralny:
- w celu zwiększenia podaży:
  - obniżenie stopy redyskontowej w celu zwiększenia pożyczek dla banków komercyjnych,
  - zakup rządowych papierów wartościowych na otwartym rynku,
  - obniżenie poziomu stopy rezerwy obowiązkowej;
- w celu zmniejszenia podaży:
  - podwyższenie stopy redyskontowej celem zmniejszenia pożyczek dla banków komercyjnych,
  - sprzedaż posiadanych rządowych papierów wartościowych,
  - podwyższenie poziomu stopy rezerwy obowiązkowej.

W wielu państwach istnieje związek między wzrostem podaży pieniądza a wzrostem realnego produktu krajowego brutto.